# غالدار
بلدية غالدار (بالإسبانية: Gáldar) هي بلدية تقع في مقاطعة لاس بالماس التابعة لمنطقة جزر الكناري جنوب غرب إسبانيا.

## الديموغرافيا
بلغ عدد سكان بلدية غالدار 24.361 نسمة عام 2011 (وفقاً للمعهد الوطني للإحصاء الإسباني).
| 21.704 | 22.220 | 22.677 | 23.201 | 23.776 | 24.405 | 24.361 |

## معرض صور

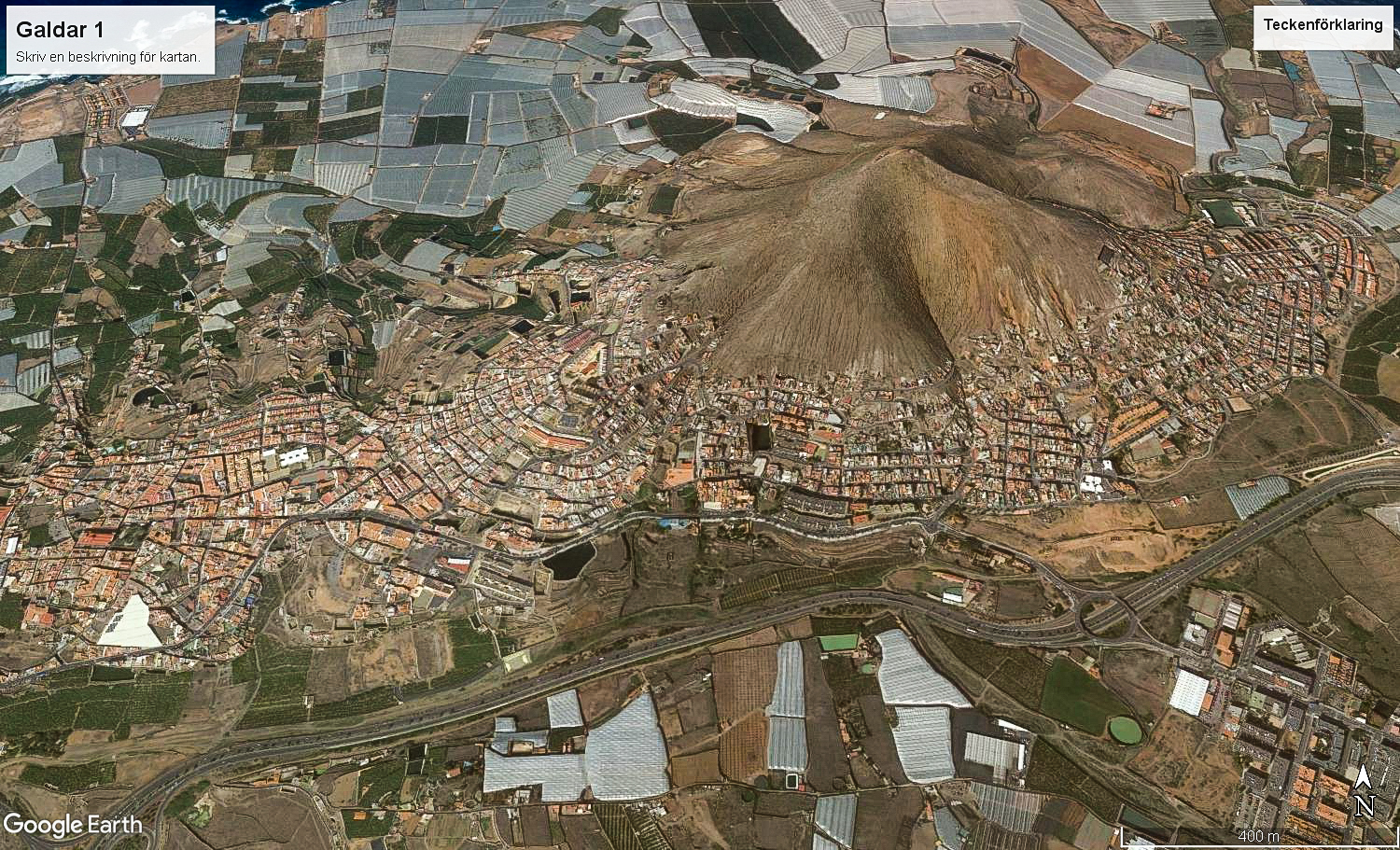
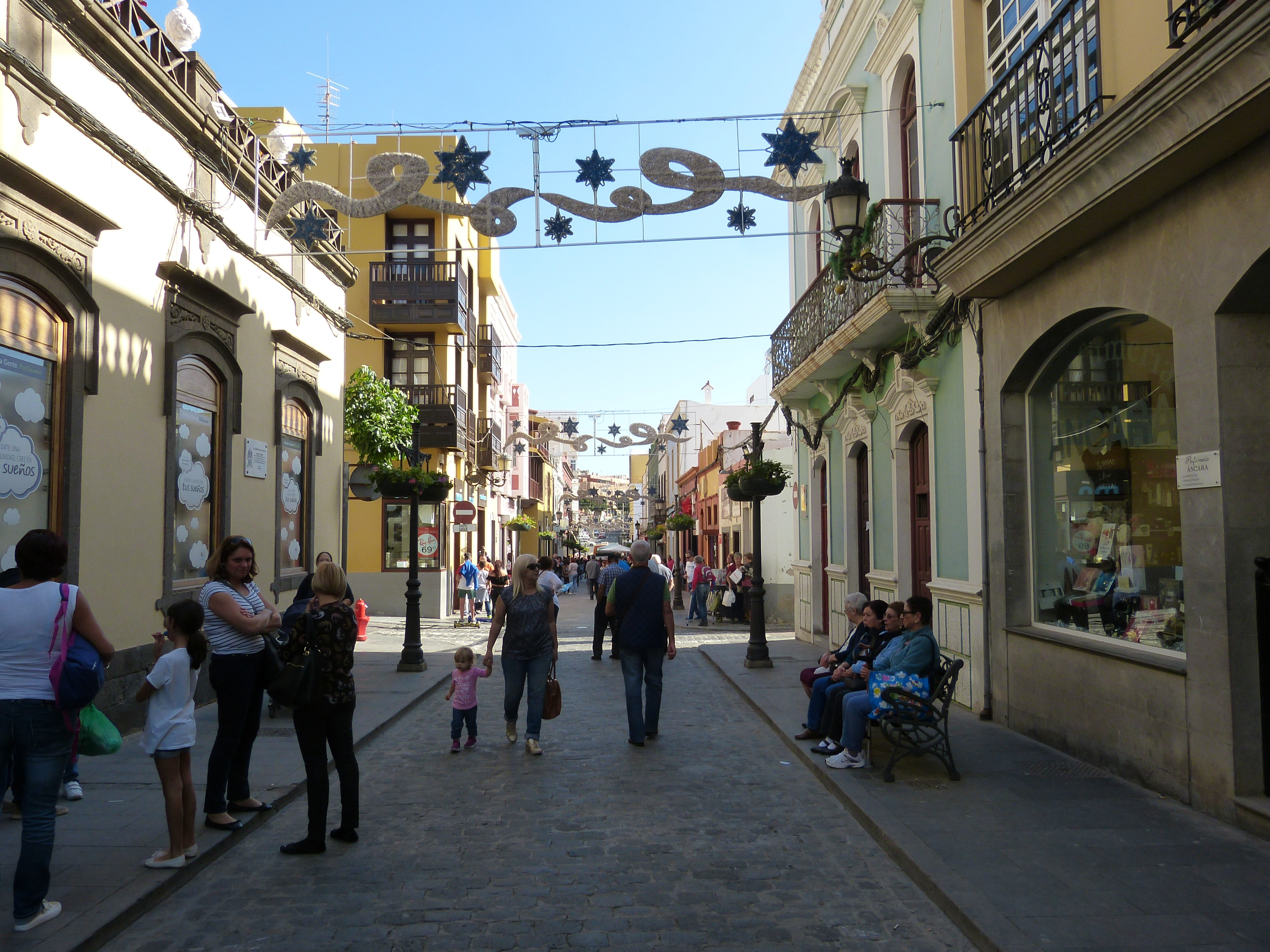
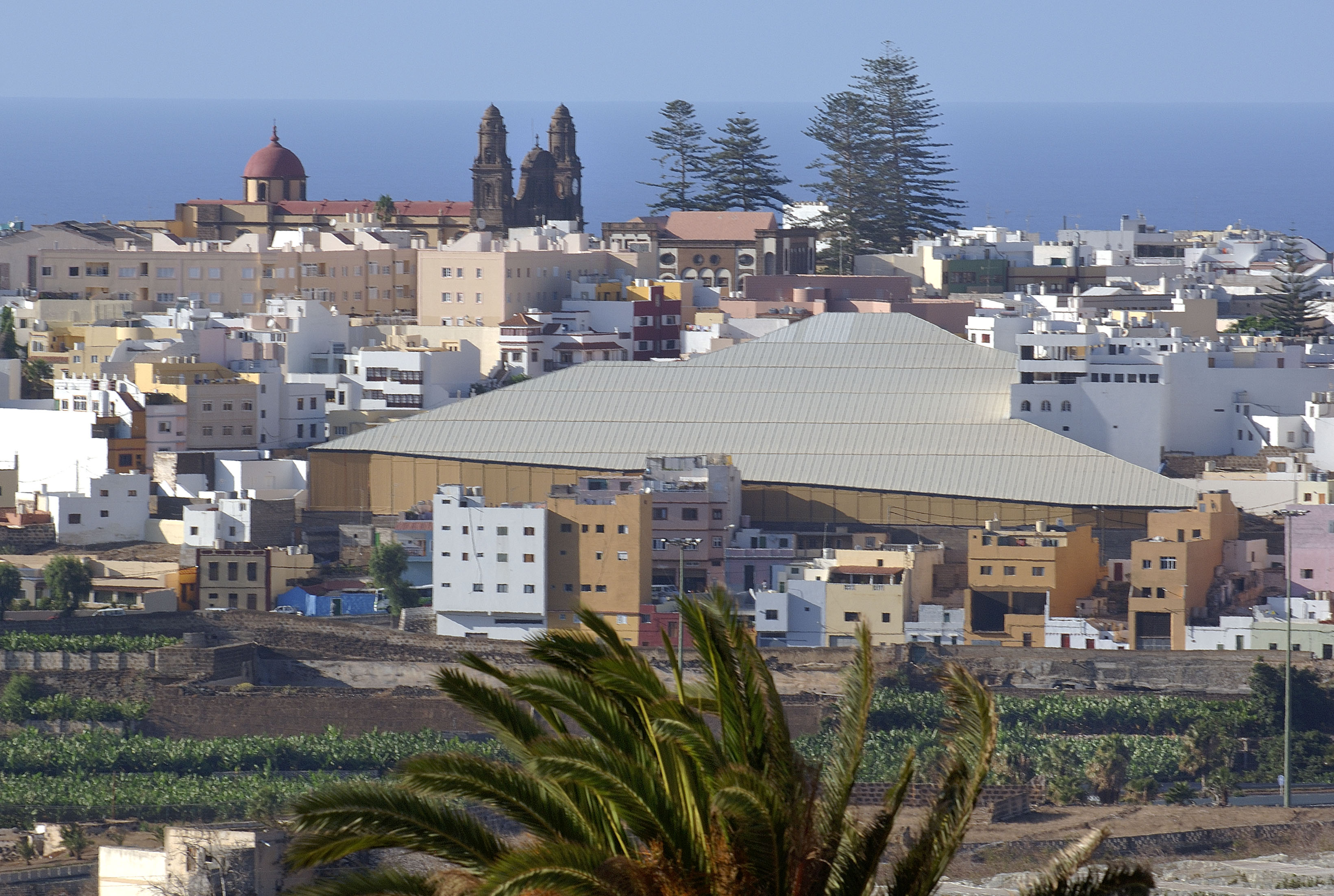
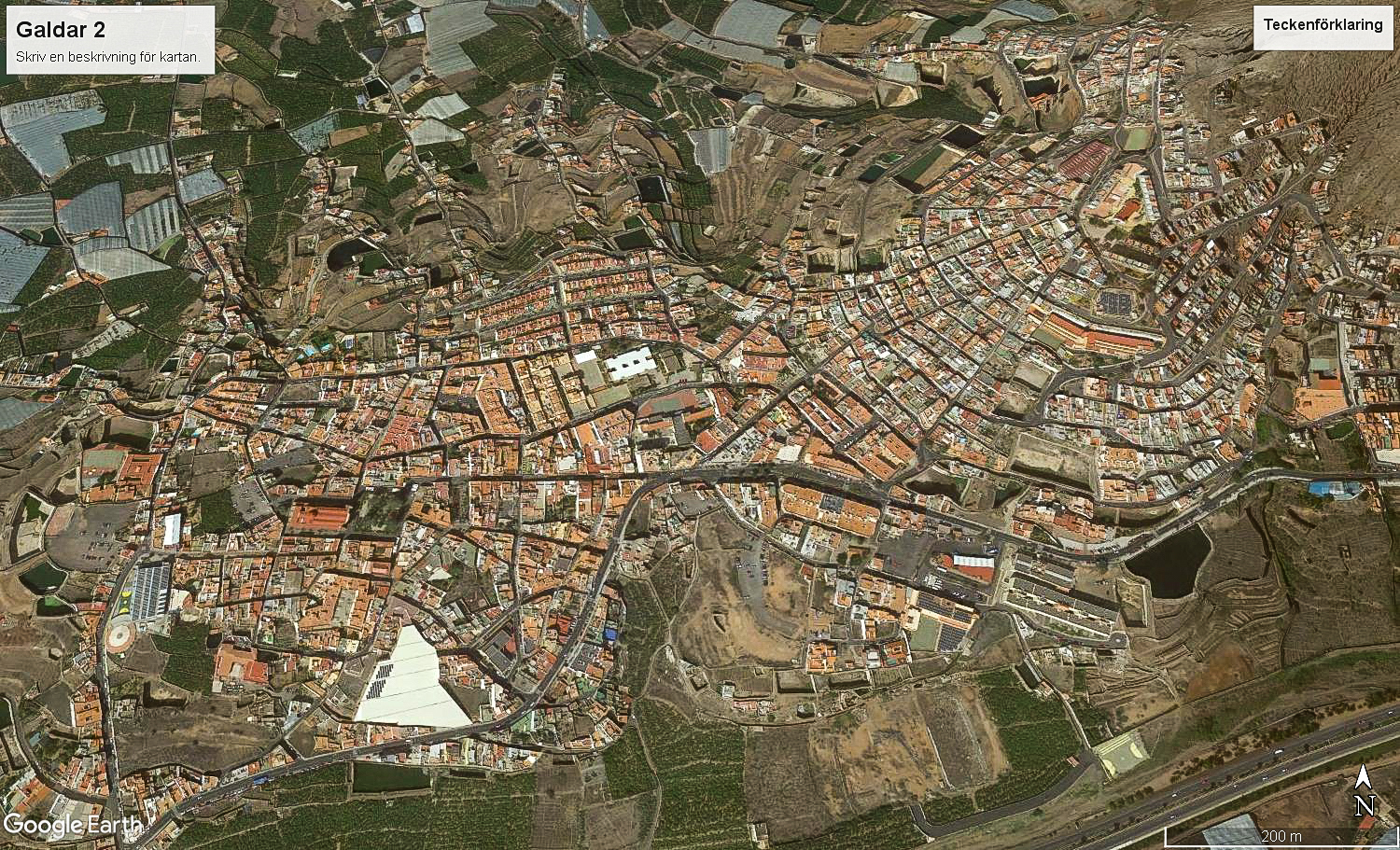

## أعلام
- خافيير ألامو كروز
- بيدرو إسبينوزا لورينزو